# Xaxa
Xaxa – wieś w Botswanie w dystrykcie North West. Według spisu ludności z 2011 roku wieś liczyła 492 mieszkańców.